# 2015
2015 (MMXV) je bilo navadno leto, ki se je po gregorijanskem koledarju začelo na četrtek.
Organizacija združenih narodov je 2015 proglasila za mednarodno leto svetlobe in svetlobne tehnologije.

## Dogodki

### Januar–junij
- 1. januar
  - Litva prevzame evro in postane 19. članica evroobmočja.
  - v veljavo stopi pogodba med Rusijo, Belorusijo, Kazahstanom, Armenijo in Kirgizistanom, s katero je ustanovljena Evrazijska gospodarska zveza.
- 7. januar – v terorističnem napadu na sedež satirične revije Charlie Hebdo v Parizu umre dvanajst ljudi.
- 15. januar – Švica povzroči pretres na svetovnih finančnih trgih z nepričakovano odpravo omejitve menjalnega razmerja franka proti evru.
- 3. februar – Meddržavno sodišče OZN v Haagu po 15 let trajajočem postopku zavrne medsebojni tožbi Hrvaške in Srbije za genocid med letoma 1991 in 1995.
- 14. februar – Peter Prevc postavi na vikersundski letalnici nov svetovni rekord v smučarskih skokih pri dolžini 250 metrov.
- 5.–8. marec – Islamska država Iraka in Levanta objavi posnetke uničenja ostankov starodavnih mest Nimrud, Hatra in Dur-Šarukin v Iraku.
- 6. marec – Nasina sonda Dawn vstopi v orbito Cerere in prične z raziskavami površja.
- 25. marec – z zračnimi napadi na položaje šiitskih protivladnih upornikov se prične vojaška intervencija koalicije arabskih držav v Jemnu.
- 26. april – hud potres z magnitudo 7,8 in epicentrom v bližini Katmanduja prizadane Nepal ter zahteva skoraj 9000 žrtev v tej in okoliških državah.
- 1. maj–31. oktober – Milano gosti svetovno razstavo Expo 2015.
- 2. junij – zaradi preiskave o korupciji v Mednarodni federaciji nogometnih zvez (FIFA) odstopi njen dolgoletni predsednik Sepp Blatter.
- 25.–26. junij – v nizu terorističnih napadov, za katere prevzame odgovornost Islamska država Iraka in Levanta, umre skoraj 300 ljudi.
- 30. junij – Mednarodna telekomunikacijska zveza doda novo prestopno sekundo k univerzalnem koordiniranem času za uskladitev z astronomskim časom.

### Julij–december
- 14. julij
  - Iran in stalne članice Varnostnega sveta ZN ter Evropska unija sklenejo sporazum o omejevanju iranskega jedrskega programa v zameno za omilitev sankcij proti tej državi.
  - Nasina sonda New Horizons se približa Plutonu na razdaljo 12.500 km in postane prvo plovilo, ki je obiskalo to nebesno telo.
- 20. julij – Kuba in Združene države Amerike prvič po 54 letih vzpostavijo polne diplomatske odnose.
- 6. avgust – v Egiptu odprejo nadgradnjo Sueškega prekopa z novim kanalom, ki naj bi podvojil njegovo kapaciteto.
- 10. september – raziskovalci oznanijo odkritje nove človeku sorodne vrste Homo naledi v Južni Afriki.
- 30. september – rusko letalstvo prične z napadi na položaje ISIS in drugih uporniških skupin v Siriji, v podporo sirski vladi.
- 9. oktober – Googlov računalniški algoritem AlphaGo premaga poklicnega igralca v igri go in postavi nov mejnik v razvoju umetne inteligence.
- 23. oktober – orkan Patricia postane najintenzivnejši tropski ciklon zahodne poloble v zgodovini merjenja.
- 7. november – prvič po koncu kitajske državljanske vojne leta 1949 se sestaneta voditelja Ljudske republike Kitajske in Republike Kitajske (Tajvana).
- 13. november – v seriji koordiniranih terorističnih napadov islamskih skrajnežev v Parizu umre 129 ljudi.
- 22. december – podjetje SpaceX izvede prvi mehak pristanek nosilne rakete iz orbite v zgodovini.
- 25. december – z mednarodnim dogovorom je ustanovljena Azijska infrastrukturna investicijska banka.
- 28. december – Japonska in Južna Koreja končata spor glede korejskih spolnih suženj za japonske vojake med drugo svetovno vojno.
- 30. december – Mednarodna zveza za čisto in uporabno kemijo uradno prizna štiri novoodkrite elemente in zapolni 7. periodo periodnega sistema.

## Rojstva
- 2. maj – Charlotte Elizabeth Diana, britanska princesa
- 15. junij – Nicolas Paul Gustaf, švedski princ

## Smrti
- 1. januar – Ulrich Beck, nemški sociolog (* 1944)
- 6. januar – Vlastimil Bubník, češki hokejist in nogometaš (* 1931)
- 7. januar – Rod Taylor, avstralski filmski igralec (* 1929 ali 1930)
- 10. januar – Francesco Rosi, italijanski filmski režiser (* 1922)
- 23. januar – Abdulah bin Abdulaziz Al Saud, savdski kralj (* 1924)
- 27. januar – Charles Hard Townes, ameriški fizik, nobelovec (* 1915)
- 28. januar – Yves Chauvin, francoski kemik, nobelovec (* 1930)
- 29. januar – Colleen McCullough, avstralska pisateljica (* 1937)
- 31. januar – Richard von Weizsäcker, nemški politik (* 1920)
- 5. februar – Val Logsdon Fitch, ameriški fizik, nobelovec (* 1923)
- 27. februar – Leonard Nimoy, ameriški igralec (* 1931)
- 12. marec – Terry Pratchett, angleški pisatelj (* 1948)
- 15. marec – Mike Porcaro, ameriški bas kitarist (* 1955)
- 26. marec – Tomas Tranströmer, švedski pesnik, nobelovec (* 1931)
- 29. marec – Božidar Kos, slovenski skladatelj in pedagog (* 1934)
- 12. april – Jože Ciuha, slovenski slikar (* 1924)
- 13. april – Günter Grass, nemški pisatelj, nobelovec (* 1927)
- 2. maj – Maja Plisecka, ruska balerina (* 1925)
- 13. maj – B.B. King, ameriški glasbenik (* 1925)
- 23. maj – John Forbes Nash, ameriški matematik in ekonomist, nobelovec (* 1928)
- 2. junij – Irwin Rose, ameriški biokemik, nobelovec (* 1920)
- 7. junij – Christopher Lee, angleški igralec (* 1922)
- 22. junij – Juta Krulc – slovenska krajinska arhitektka (* 1913)
- 29. junij – Josef Masopust, češki nogometaš (* 1931)
- 2. julij – Slavko Avsenik, slovenski glasbenik in skladatelj (* 1929)
- 5. julij – Joičiro Nambu, japonsko-ameriški fizik (* 1921)
- 10. julij – Omar Sharif, egiptovski igralec (* 1932)
- 12. julij – Jože Hladnik, slovenski športni pedagog in atletski funkcionar (* 1929)
- 27. julij – A. P. J. Abdul Kalam, indijski fizik, inženir in politik (* 1931)
- 9. avgust – Berto Camlek, slovenski motociklistični dirkač (* 1970)
- 16. avgust – Draga Stamejčič, slovenska atletinja (* 1937)
- 17. avgust –
  - Arsen Dedić, hrvaški glasbenik (* 1938)
  - László Paskai, madžarski nadškof in kardinal (* 1927)
- 5. september – Andrej Vovko, slovenski zgodovinar (* 1947)
- 17. september – Stojan Batič, slovenski kipar (* 1925)
- 22. september – Yogi Berra, ameriški bejzbolist in trener (* 1925)
- 5. oktober – Henning Mankell, švedski pisatelj (* 1948)
- 6. oktober – Árpád Göncz, madžarski politik (* 1922)
- 10. oktober – Richard F. Heck, ameriški kemik, nobelovec (* 1931)
- 21. oktober – France Bučar, slovenski politik in pravnik (* 1923)
- 26. oktober – Aleksander Valič, slovenski igralec (* 1919)
- 10. november – 
  - Klaus Roth, britanski matematik (* 1925)
  - Helmut Schmidt, nemški politik (* 1918)
- 28. november – Janez Strnad, slovenski fizik (* 1934)
- 19. december – Simona Weiss, slovenska pevka (* 1963)
- 27. december – Stein Eriksen, norveški alpski smučar (* 1927)
- 28. december – Lemmy Kilmister, angleški glasbenik (* 1945)

## Nobelove nagrade
- fizika: Takaaki Kadžita in Arthur McDonald
- kemija: Paul L. Modrich, Aziz Sancar in Tomas Lindahl
- fiziologija ali medicina: William C. Campbell, Satoši Omura in Joujou Tu
- književnost: Svetlana Aleksijevič
- mir: tunizijska četverica za dialog
- ekonomija: Angus Deaton

## Namišljeni dogodki v letu 2015
- V filmu Nazaj v prihodnost 2 Doc in Marty potujeta v leto 2015, kjer so v široki uporabi antigravitacijske naprave.
- V filmu Krvavo obzorje (Event Horizon) prične leta 2015 delovati prva stalna človeška naselbina na Luni.
- Večina dogajanja v animejski seriji Neon Genesis Evangelion.